# Eyvind Johnson
Eyvind Olof Verner Johnson (Svartbjörsbyn bij Boden (Zweden), 29 juli 1900 – Stockholm, 25 augustus 1976) was een schrijver, lid van Svenska Akademien (de Zweedse Academie) vanaf 1957. Hij is de vader van Tore Johnson.
Eyvind Johnson kreeg de Nobelprijs voor Literatuur in 1974 samen met Harry Martinson. Deze erkenning kreeg toentertijd flink wat kritiek te verduren, aangezien Johnson en Martinson beiden lid waren van de Zweedse Academie, de instantie die de prijs toekent, en dat jaar Saul Bellow, Graham Greene, Vladimir Nabokov en Jorge Luis Borges als grootste kanshebbers werden beschouwd.
Hij kreeg de prijs voor zijn boek Romanen om Olof (De Roman over Olof). De roman beschrijft hoe het is om op te groeien in Norrland in de jaren 1900. Eyvind zelf groeide op in Björkelund bij Boden in Norrbottens län in Zweden, waar zijn geboortehuis nog staat.